# James Burrill, Jr.
James Burrill, Jr. (Providence, 1772. április 25. – Washington, 1820. december 25.) az Amerikai Egyesült Államok szenátora (Rhode Island, 1817–1820).